# Gurli Ewerlund
Gurli Ewerlund (Malmö, Suecia, 13 de octubre de 1902- Malmö, 10 de junio de 1985) fue una nadadora sueca especializada en pruebas de estilo libre, donde consiguió ser medallista de bronce olímpica en 1924 en los 4 x 100 metros.

## Carrera deportiva
En los Juegos Olímpicos de París 1924 ganó la medalla de bronce en los relevos de 4 x 100 metros estilo libre, con un tiempo 5:35.6 segundos), tras Estados Unidos (oro) y Reino Unido (plata); sus compañeras de equipo fueron las nadadoras: Aina Berg, Wivan Pettersson y Hjördis Töpel.